# مورفی جی. فاستر
مورفی جی. فاستر (به انگلیسی: Murphy James Foster) سناتور سابق عضو حزب دموکرات ایالات متحده آمریکا بود. وی در سال ۱۹۰۱ تا ۱۹۱۳ میلادی سناتور ایالت لوئیزیانا در سنای ایالات متحده آمریکا بود.